# Акжалское месторождение
Акжа́лское месторождение полиметаллических руд, находится на территории Шетского района Карагандинской области рядом с посёлком Акжал. Приурочено к восточной части вытянутого в широтном направлении Акжал-Аксорского синклинория. Открыто в 1886 году. Руды в виде слоёв, линз, жил, нор, отвершков и другие. Основные рудные минералы — сульфиды (сфалерит, галенит, халькопирит, пирит). Сопутствующие элементы — золото, серебро, кадмий, индий, таллий, галлий, селен, теллур. Рудные тела залегают глубоко. На базе рудника работает горно-обогатительная фабрика компании «Nova Цинк», где производят концентраты цинка и свинца. Акжалское месторождение — сырьевая база Акчатауского ГОК, Усть-Каменогорского свинцово-цинкового комбината и Шымкентского свинцового завода.